# مونيسين (بنسلفانيا)
مونيسين (بالإنجليزية: Monessen city, Pennsylvania)‏ هي مدينة تقع بولاية بنسيلفانيا في الولايات المتحدة. تبلغ مساحتها 7.83 كم2، وترتفع عن سطح البحر 343.81440000000003 م، بلغ عدد سكانها 7,720 نسمة في عام 2010 حسب إحصاء مكتب تعداد الولايات المتحدة وتصل الكثافة السكانية فيها 986 نسمة لكل كيلومتر مربع (2,553.7/ميل2).

## التركيبة السكانية
حدّد مكتب تعداد الولايات المتحدة بيانات التركيبة السكانية لمونيسين في تعداد الولايات المتحدة. في ما يلي، التركيبة السكانية حسب تعدادي 2000 و2010.

### تعداد عام 2000
بلغ عدد سكان مونيسين 8,669 نسمة بحسب تعداد عام 2000، وبلغ عدد الأسر 3,916 أسرة وعدد العائلات 2,453 عائلة مقيمة في المدينة. في حين سجلت الكثافة السكانية 1,107.2 نسمة لكل كيلومتر مربع (2,867.6/ميل2). وبلغ عدد الوحدات السكنية 4,468 وحدة بمتوسط كثافة قدره 570.6 لكل كيلومتر مربع (1,477.8/ميل2).
وتوزع التركيب العرقي للمدينة بنسبة 83.71% من البيض و13.99% من الأمريكيين الأفارقة و0.09% من الأمريكيين الأصليين و0.23% من الأمريكيين ذوي الأصول الآسيوية و0.01% من سكان جزر المحيط الهادئ و0.33% من الأعراق الأخرى و1.63% من عرقين مختلطين أو أكثر و0.82% من الهسبانيون أو اللاتينيون من أي عرق.
بلغ عدد الأسر 3,916 أسرة كانت نسبة 24% منها لديها أطفال تحت سن الثامنة عشر تعيش معهم، وبلغت نسبة الأزواج القاطنين مع بعضهم البعض 42.9% من أصل المجموع الكلي للأسر، ونسبة 15.2% من الأسر كان لديها معيلات من الإناث دون وجود شريك، بينما كانت نسبة 4.5% من الأسر لديها معيلون من الذكور دون وجود شريكة وكانت نسبة 37.4% من غير العائلات. تألفت نسبة 34.3% من أصل جميع الأسر من عدة أفراد يعيشون في نفس المنزل ونسبة 22.2% كانت تتألف من شخص يعيش بمفرده يبلغ من العمر 65 عاماً أو أكثر. وبلغ متوسط حجم الأسرة المعيشية 2.19، أما متوسط حجم العائلات فبلغ 2.80.
بلغ العمر الوسطي للسكان 46.2 عاماً. وكانت نسبة 19.6% من القاطنين تحت سن الثامنة عشر، وكانت نسبة 5.3% بين الثامنة عشر والرابعة والعشرين عاماً، ونسبة 23.1% كانت واقعةً في الفئة العمرية ما بين الخامسة والعشرين والرابعة والأربعين عاماً، ونسبة 22.6% كانت ما بين الخامسة والأربعين والرابعة والستين، ونسبة 28.3% كانت ضمن فئة الخامسة والستين عاماً فما فوق. يوجد لكل 100 أنثى 85.4 ذكر، ويوجد لكل 100 أنثى في الثامنة عشر من عمرها فما فوق 79.6 ذكر.
بلغ متوسط دخل الأسرة في المدينة 26,686 دولارًا، أما متوسط دخل العائلة فبلغ 37,269 دولارًا. وكان متوسط دخل الذكور 34,773 دولارًا مقابل 21,508 دولارًا للإناث. وسجل دخل الفرد الخاص بالمدينة 16,627 دولارًا. وكانت نسبة 11.5% من العائلات ونسبة 15.7% من السكان تحت خط الفقر، وكان من هؤلاء نسبة 28% تحت سن الثامنة عشر ونسبة 8.2% في الخامسة والستين من العمر وما فوق.

### تعداد عام 2010
بلغ عدد سكان مونيسين 7,720 نسمة بحسب تعداد عام 2010، وبلغ عدد الأسر 3,525 أسرة وعدد العائلات 2,067 عائلة مقيمة في المدينة. في حين سجلت الكثافة السكانية 986 نسمة لكل كيلومتر مربع (2,553.7/ميل2). وبلغ عدد الوحدات السكنية 4,238 وحدة بمتوسط كثافة قدره 541.3 لكل كيلومتر مربع (1,402.0/ميل2).
وتوزع التركيب العرقي للمدينة بنسبة 80.56% من البيض و14.92% من الأمريكيين الأفارقة و0.06% من الأمريكيين الأصليين و0.30% من الأمريكيين ذوي الأصول الآسيوية و0.01% من سكان جزر المحيط الهادئ و0.57% من الأعراق الأخرى و3.58% من عرقين مختلطين أو أكثر و1.79% من الهسبانيون أو اللاتينيون من أي عرق.
بلغ عدد الأسر 3,525 أسرة كانت نسبة 23.5% منها لديها أطفال تحت سن الثامنة عشر تعيش معهم، وبلغت نسبة الأزواج القاطنين مع بعضهم البعض 37.3% من أصل المجموع الكلي للأسر، ونسبة 16.7% من الأسر كان لديها معيلات من الإناث دون وجود شريك، بينما كانت نسبة 4.7% من الأسر لديها معيلون من الذكور دون وجود شريكة وكانت نسبة 41.4% من غير العائلات. تألفت نسبة 36.1% من أصل جميع الأسر من عدة أفراد يعيشون في نفس المنزل ونسبة 18.2% كانت تتألف من شخص يعيش بمفرده يبلغ من العمر 65 عاماً أو أكثر. وبلغ متوسط حجم الأسرة المعيشية 2.17، أما متوسط حجم العائلات فبلغ 2.79.
بلغ العمر الوسطي للسكان 46.0 عاماً. وكانت نسبة 18.7% من القاطنين تحت سن الثامنة عشر، وكانت نسبة 8.7% بين الثامنة عشر والرابعة والعشرين عاماً، ونسبة 21.4% كانت واقعةً في الفئة العمرية ما بين الخامسة والعشرين والرابعة والأربعين عاماً، ونسبة 28.4% كانت ما بين الخامسة والأربعين والرابعة والستين، ونسبة 22.7% كانت ضمن فئة الخامسة والستين عاماً فما فوق. وتوزع التركيب الجنسي للسكان بنسبة 46.3% ذكور و53.7% إناث.

## وصلات خارجية
- الموقع الرسمي